# Ny Dag
Ny Dag, tidligere Lolland-Falsters Social-Demokrat, var et dansk socialdemokratisk dagblad, der udkom på Lolland fra 1901 til 1994.
Avisen udkom første gang 1. oktober 1901. Den skiftede navn til Ny Dag i 1950. Særligt efter Første Verdenskrig oplevede den fremgang på øen, der var karakteriseret ved at have mange arbejdere i industrien. Oplagsfremgangen fortsatte også efter 2. verdenskrig og avisens popularitet gjorde, at den i 1971 havde udkonkurreret de øvrige aviser i Maribo og Nakskov. Eneste konkurrent på Lolland-Falster var Lolland-Falsters Folketidende, som dog med tiden også åd sig ind på Ny Dag.
Ny Dag blev ramt af økonomisk krise som følge af en skærpet konkurrencesituation, og ejeren, A-Pressen, besluttede med dags varsel at lukke avisen, der udkom sidste gang 25. oktober 1994.